# Josep Trias i Travesa
Josep Trias i Travesa (l'Escala, Alt Empordà, 22 de març de 1826 — Barcelona, 16 de febrer de 1886) fou un industrial català.
Estudià magisteri, i amplià estudis de química i agricultura.
Fill de Francesc Trias i Ballescà, administrador de la duana de l'Escala, i d'Antònia Travessa Sellares, tots dos naturals de Barcelona. El seu avi Josep Trias també era administrador de la duana d'Arenys de Mar. L'any 1853 fou nomenat mestre de l'escola pública de nens del Masnou en substitució de Manuel Madorell i Badia, que havia dimitit. Fou mestre al Masnou fins a l'any 1858, quan també dimití.
L'any 1872 obrí al Masnou una indústria de conserves alimentàries, que traslladà més tard a Barcelona, amb el nom de La Productiva Catalana. Inventà un procediment d'envasament i conservació de vegetals que fou premiat amb medalla d'or a l'Exposició Internacional de Viena del 1873. El procediment d'envasament consistia en reduir les verdures i llegums a una centèsima part del seu volum per un procediment de dessecat que li permetia col·locar fins a 20.000 racions en el volum d'1 m³.
Casat amb Manuela Tastàs i Garriga (1831-1884), van ser pares de Francesca, Matilde, Elisa, Marina i Josep Antoni Trias i Tastàs, pintor i extinent d'alcalde de l'Ajuntament de Barcelona.